# Emīlija Sonka
Emīlija Sonka (Kuldīga, 4 november 1939) is een Lets voormalig wielrenster.
In 1964 werd Sonka wereldkampioene op de weg in Sallanches in de Franse Alpen. Haar landgenote Galina Joedina won zilver en de Belgische Rosa Sels brons. Vier jaar later, op het wereldkampioenschap van 1968 op het circuit van het Italiaanse Imola, werd ze achtste achter de Nederlandse winnares Keetie van Oosten-Hage. Sonka nam
Sonka werd geboren in Kuldīga dat in 1939 nog in het onafhankelijke Letland lag. Vanaf 1940 maakt het land als Letse Socialistische Sovjetrepubliek deel uit van de Sovjet-Unie. Op 25 december 1991, na het uiteenvallen van de Sovjet-Unie, verkreeg Sonka (weer) de Letse nationaliteit.

## Overwinningen
1964
 Wereldkampioene op de weg